# Tatjana Alexejewna Gagarina
Tatjana Alexejewna Gagarina (russisch Татьяна Алексеевна Гагарина; * 23. Juli 1941 in Staryj Krym; † 6. September 1991 in Leningrad) war eine sowjetische Bildhauerin und Dichterin.

## Leben
Gagarina war die Tochter der Lehrer Natalja Stamowa und Alexei Gagarin und Enkelin des Revolutionärs Gawriil Dmitrijewitsch Stamow (1885–1923). 1958 begann sie das Studium an der Kunstschule Simferopol. Sie las viel, insbesondere Poesie von Waleri Jakowlewitsch Brjussow bis zu japanischen Haikus und Tankas und von Paul Verlaine bis Rabindranath Tagore.

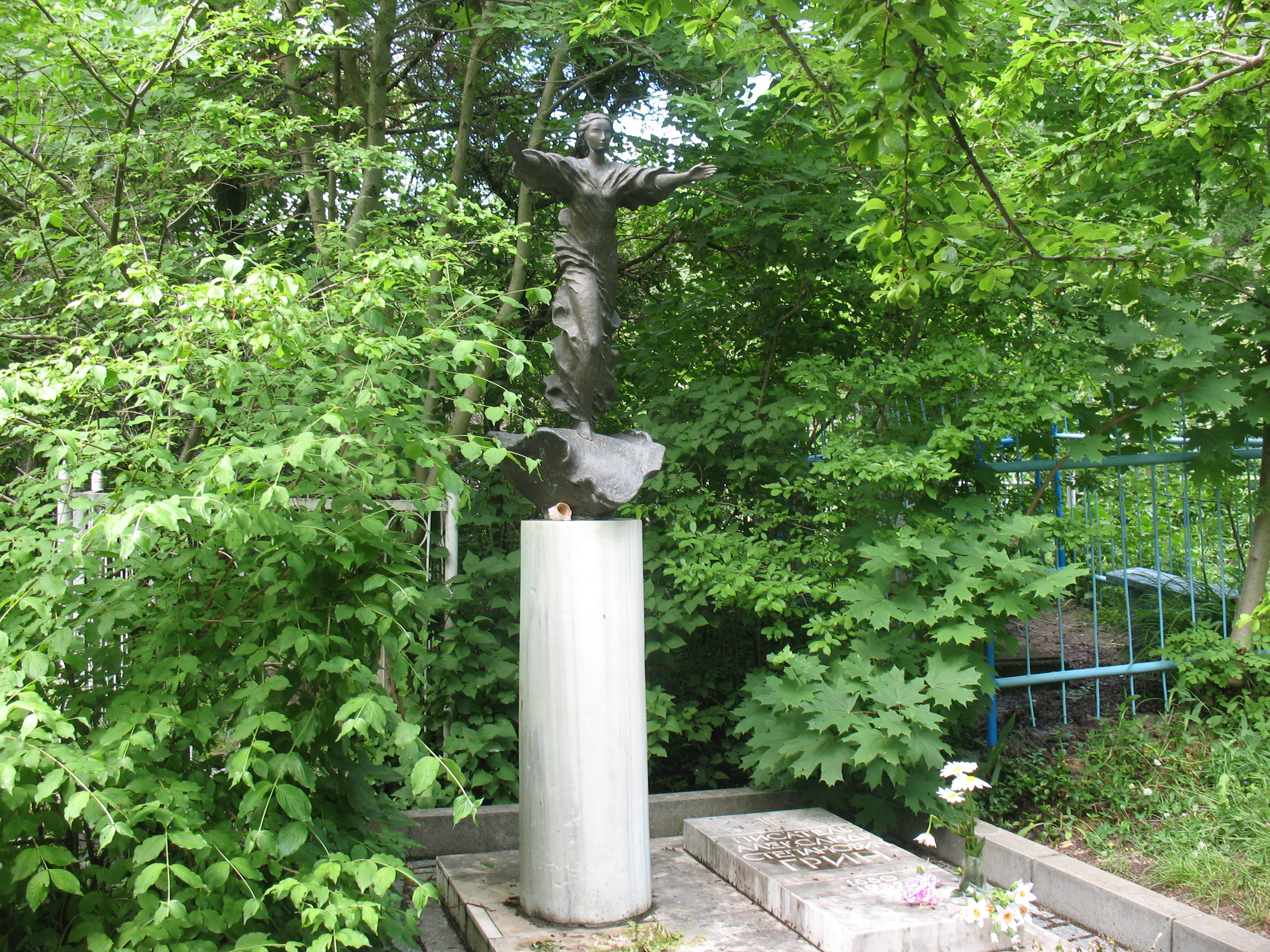
Alexander Grins Grab

1962 ging Gagarina nach Leningrad und studierte an dem aus der Kaiserlichen Akademie der Künste hervorgegangenen Repin-Kunstinstitut für Malerei, Bildhauerei und Architektur in der Bildhauerei-Fakultät mit Abschluss 1969. Ihre Diplomarbeit widmete sie dem Gedenken an den in Staryj Krym 1932 verstorbenen Schriftsteller Alexander Grin.
Gagarina war seit 1972 Mitglied der Union der Künstler der RSFSR. Ihr bildhauerisches Schaffen war sehr vielseitig und reichte von Monumentalskulpturen bis zu keramischem Modeschmuck. Sie nahm an Kunstausstellungen in Leningrad und Moskau teil. Auf einer Einzelausstellung der Union der Künstler wurden als Teil ihres Werkes mehr als 300 Arbeiten ausgestellt. Sie schuf das Grabdenkmal und die Büste Alexander Grins, die 1980 auf dem Friedhof und vor dem Alexander-Grin-Museum in Staryj Krym aufgestellt wurden.
Gagarina schrieb Gedichte über die heimatliche Natur von Koktebel, die größtenteils nicht zu ihren Lebzeiten veröffentlicht wurden. Ihre jährlichen Wanderungen unternahm sie in dem Dreieck Koktebel-Feodossija-Staryj Krym.
Gagarina starb in Leningrad, als sie auf dem Fahrrad von einem Auto angefahren wurde. Sie wurde auf dem Friedhof von Koktebel begraben. Materialien zu Gagarinas Leben und Schaffen werden in dem Literatur- und Kunstmuseum in Staryj Krym ausgestellt.